# 奥斯卡·闵可夫斯基
奥斯卡·闵可夫斯基（Oskar Minkowski，1858年1月13日—1931年7月18日）德国生物化学家、布雷斯劳大学教授，胰岛素的发现者。数学家赫尔曼·闵可夫斯基的哥哥、天文物理学家鲁道夫·闵可夫斯基的父亲。